# Iolaus obscurus
Iolaus obscurus är en fjärilsart som beskrevs av Aurivillius 1924. Iolaus obscurus ingår i släktet Iolaus och familjen juvelvingar. Inga underarter finns listade i Catalogue of Life.